# Ліллесан
Ліллесан (норв. Lillesand) – муніципалітет в Норвегії, у фюльке Еуст-Агдер. Адміністративний центр – місто Ліллесан.

### Назва
Муніципалітет був названий на честь міста Ліллесан, спочатку просто Sand (давньоскан. Sandr). Назва ідентична слову sandr що означає «пісок» або «піщаний пляж». Префікс lille, означає «маленький», було додано після заснування Christianssand у 1641, щоб відрізнити його від більшого та важливішого міста поблизу.

## Історія
Муніципалітет заснований 1837 року.

## Населення
Згідно з даними за 2005 рік, у муніципалітеті мешкало 9043 особи. Густота населення становила 48,79 осіб/км². За населенням муніципалітет посідає 116-тє місце у Норвегії. 
| населення станом на 1 січня 2005 |        |          |       |
|                                  | жінки  | чоловіки | разом |
| ос.                              | 4555   | 4488     | 9043  |
| %                                | 50,37% | 49,63%   | 100%  |

| освіченість населення станом на 1 жовтня 2004 |           |         |        |          |
|                                               | початкова | середня | вища   | невідомо |
| ос.                                           | 1075      | 4256    | 1650   | 166      |
| %                                             | 15,04%    | 59,55%  | 23,09% | 2,32%    |

## Освіта
Згідно з даними на 1 жовтня 2004 у муніципалітеті було 6 початкових шкіл (норв. grunnskolar), у яких навчалося 1275 учні.